# しゆんせつ工事業
しゆんせつ工事業とは、河川、港湾等の水底を浚渫する工事を業とする建設業。漢字表記は「浚渫」であり、読みは「しゅんせつ」であるが、「浚渫」に使われる漢字がいずれも常用漢字に含まれておらず、かつ1988年（昭和63年）12月以前に成立した法律を根拠としているため、拗音が大書きの「しゆんせつ工事業」が法令上の正式名称である。
工事の例示としては、 しゆんせつ工事